# Museo Histórico de Florida
El Museo Histórico de Florida está ubicado en la capital del departamento de Florida, en Uruguay. Localizado en la zona céntrica, calle Rivera 373. Es un museo histórico que pertenece a la Intendencia Departamental de Florida y muestra documentos, obras y recreaciones de la historia nacional y específicamente acontecimientos de la historia floridense: sus costumbres, tradiciones, formación histórico-social, cultural, científica y económica. 

## Historia
Abierto el 25 de agosto de 1984.
Ha ocupado diferentes locales de la órbita municipal, de acuerdo a las necesidades institucionales. En el año 2013 se realiza la adecuación de los ambientes del local en la calle Rivera y la reestructuración de las vitrinas, mamparas  y soportes donde se exhiben las piezas. 
Inicialmente, el proyecto y dirección de la Exposición Museo de la Casa de la Cultura estuvo a cargo de Carlos Menck Freire, en su rol de asesor artístico de la Intendencia de Florida, contando con la participación del historiador Aníbal Barrios Pintos.
El proyecto de re-inauguración en el año 2013 responde a las acciones del Departamento de Cultura de la IMF, bajo la dirección de Álvaro Riva Rey.
El martes 20 de agosto de 2013, después de varios años cerrado, abre el nuevo Museo Histórico de Florida con el nombre “Víctor Félix Taranto”, en memoria del ex Intendente que creara en 1942 el primer museo departamental.
Además de museo, funciona como Archivo y Centro Documental.

## Administración
El museo es administrado por la Intendencia Municipal de Florida. 

## Acervo del museo
Los diferentes espacios evocan períodos históricos: Indígena, Hispánico, Revolución Oriental, Emancipación, así como elementos de las misiones jesuíticas, acontecimientos y personalidades destacadas del departamento.
En el espacio indígena se ve la "Cabeza de Zapicán", obra en yeso del escultor Edmundo Prati, ampliado de un original de Nicanor Blanes, que representa a un cacique charrúa.

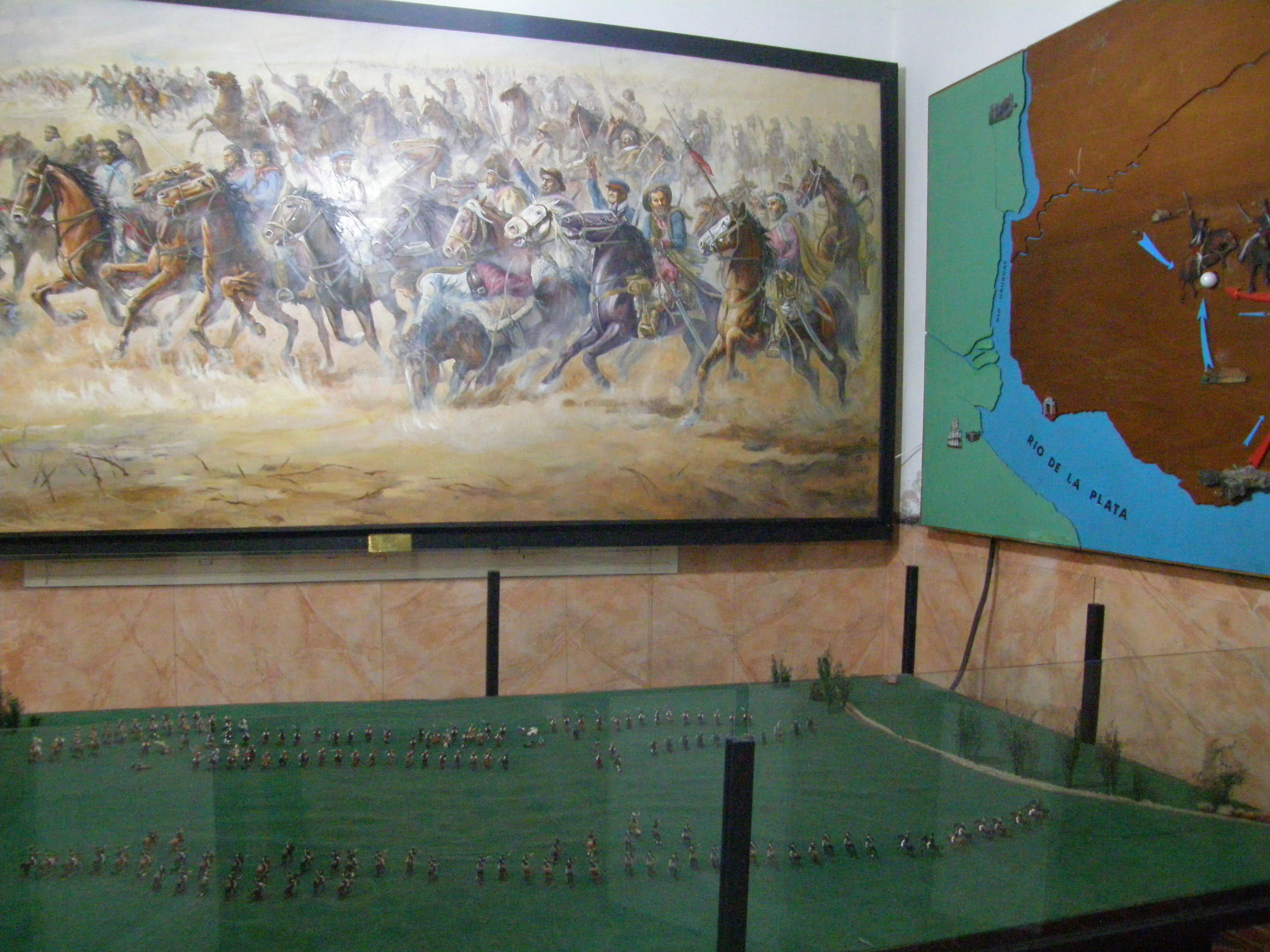
Museo Florida, Batalla de Sarandí.

En la sección de la época emancipadora se destaca la maqueta de la Batalla de Sarandí y un mural que muestra los movimientos de los soldados orientales y del ejército brasileño mediante un dispositivo que alumbra los diferentes momentos de la batalla y se ambienta con una narración grabada.
También una maqueta de la Asamblea del 25 de agosto de 1825 en una sala que presenta cuadros de la construcción donde tuvo lugar la redacción de las Leyes de la Florida, de los cuales se conservan los originales. Acompaña la imagen de  la Virgen, obsequiada por la diócesis de Florida.
En la sala de reuniones se exhibe el escudo original de Florida pintado por Manuel Rosé.

## De interés para los visitantes
Abierto a los turistas, visitantes locales, instituciones educativas a partir del 20 de agosto de 2013, cuando se procede a su reinauguración. 
La entrada es libre y gratuita.